# Wilhelm Moritz Keferstein
Wilhelm Moritz Keferstein (* 7. Juni 1833 in Winsen (Luhe); † 25. Januar 1870 in Göttingen) war ein deutscher Zoologe und vergleichender Anatom an der Georg-August-Universität Göttingen.

## Leben

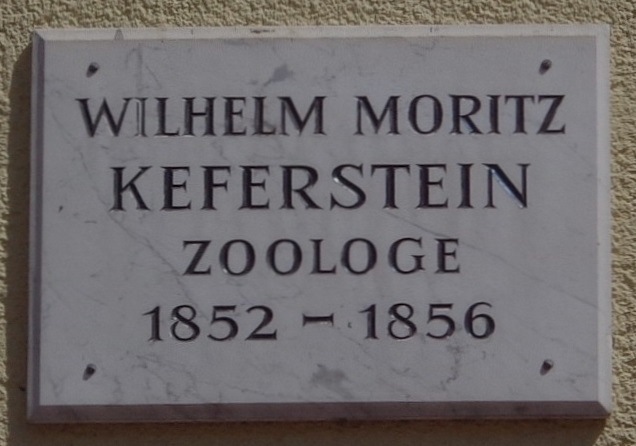
Göttinger Gedenktafel für Wilhelm Moritz Keferstein

Nach dem Studium des Wasserbaus in Hannover wechselte Keferstein 1852 nach Göttingen, um an der Georg-August-Universität Medizin zu studieren. 1857 wurde er Assistent am Physiologischen Institut, 1859 Privatdozent, 1861 außerordentlicher und 1868 ordentlicher Professor für Zoologie in Göttingen. Am 8. Juni 1862 (Matrikel-Nr. 1970) wurde er mit dem Beinamen Eschscholtz zum Mitglied der Leopoldina gewählt. Auf seine Initiative geht der Bau des Naturhistorisches Museum der Universität Göttingen zurück. Ab 1861 war er Assessor und ab 1866 ordentliches Mitglied der Göttinger Akademie der Wissenschaften. Er starb 1870. 1907 wurde an seinem letzten Wohnhaus in der Groner Landstraße 11 eine Göttinger Gedenktafel angebracht.

## Schüler
- Henry Alleyne Nicholson

## Schriften
- mit Ernst Ehlers: Zoologische Beiträge gesammelt im Winter 1859/60 in Neapel und Messina. Wilhelm Engelmann, Leipzig 1861 (Archive)